# Damalis andron
Damalis andron là một loài ruồi trong họ Asilidae. Damalis andron được Walker miêu tả năm 1849.